# 久米泰介
久米 泰介（くめ たいすけ、1986年 - ）は、日本の翻訳家、マスキュリスト。
関西大学社会学部を卒業後、ウィスコンシン大学スタウト校で家族学の修士号を取得した。ジェンダーに興味があったため大学で社会心理学を専攻し、それ以来マスキュリズムを研究している。

## 主張
女性差別やフェミニズムに関しては学問的に多く研究される一方で、男性差別に関する研究は不十分だという。また、その背景にあるとするパトリアキー（家父長制）という前提に疑問を投げかけている。男性差別をなくすためには学術的研究とその研究組織が必要であり、学問の男女比を5:5の同数にしなければならないと主張している。
自身の翻訳書『男性権力の神話』に対する田中俊之の批評を「田中のバカの中傷的批評」とした上で、「こういうクソみたいな論文を徹底的に学術から追い出していくにがマスキュリズムの役目である」〔ママ〕としている。

## 翻訳
- ワレン・ファレル『男性権力の神話』作品社 2014
- ワレン・ファレル『ファーザー＆チャイルド・リユニオン』社会評論社 2017
- ポール・ネイサンソン＆キャサリン・K・ヤング『広がるミサンドリー』彩流社 2016
- ポール・ネイサンソン＆キャサリン・K・ヤング『法制度における男性差別』作品社 2020